# Lista de treinadores do Grêmio Foot-Ball Porto Alegrense
Esta é uma lista com todos os treinadores do Grêmio Foot-Ball Porto Alegrense.

## Por jogos e títulos
- A Roger Machado comandou 8 jogos como técnico interino no período entre 2011-2013.[3]
- B atualmente no comando de técnico, atualizado até 09/11/2023.